# Rio Siriri
Rio Siriri är ett vattendrag i Brasilien. Det ligger i delstaten Sergipe, i den östra delen av landet, 1 300 km öster om huvudstaden Brasília.
Omgivningarna runt Rio Siriri är en mosaik av jordbruksmark och naturlig växtlighet.